# Strażnica WOP Dubeninki
Strażnica w Dubeninkach:
1. podstawowy pododdział graniczny Wojsk Ochrony Pogranicza.
2. graniczna jednostka organizacyjna polskiej straży granicznej realizująca zadania bezpośrednio w ochronie granicy państwowej.

## Formowanie i zmiany organizacyjne
Strażnica została sformowana w 1945 w strukturze 25 komendy odcinka jako 119 strażnica WOP (Dubeninki) o stanie 56 żołnierzy. Kierownictwo strażnicy stanowili: komendant strażnicy, zastępca komendanta do spraw polityczno-wychowawczych i zastępca do spraw zwiadu. Strażnica składała się z dwóch drużyn strzeleckich, drużyny fizylierów, drużyny łączności i gospodarczej. Etat przewidywał także instruktora do tresury psów służbowych oraz instruktora sanitarnego.
W 1951 strażnica stacjonowała w m. Bludzie.
Od 15 marca 1954 wprowadzono nową numerację strażnic. Strażnica IV kategorii otrzymała numer 113.
Jesienią 1955 zlikwidowano sztab batalionu. Strażnica podporządkowana została bezpośrednio pod sztab brygady. W sztabie brygady wprowadzono stanowiska nieetatowych oficerów kierunkowych odpowiedzialnych za służbę graniczną strażnic.
W czerwcu 1956 rozwiązano strażnicę.
---
Strażnicę SG w Dubeninkach odtworzono w I półroczu 1992.
W latach 1994–1995 trwały prace adaptacyjne nieruchomości przejętej od Wójta Gminy Dubeninki, którą wcześniej użytkowało Państwowe Gospodarstwo Rolne w Dubeninkach. Siedziba Placówki mieści się przy ul. Osiedlowej 10.
W wyniku realizacji kolejnego etapu zmian organizacyjnych w Straży Granicznej w 2002, strażnica uzyskała status strażnicy SG I kategorii.
24 sierpnia 2005 funkcjonującą dotychczas strażnicę SG w Dubeninkach przemianowano na placówkę Straży Granicznej w Dubeninkach.

## Ochrona granicy
W czerwcu 1946 patrol strażnicy znalazł w zamieszkałym domu trzy karabiny z amunicją.
W 1995 ochraniała odcinek granicy państwowej [wył.] od znaku granicznego 1987 do znaku granicznego 2031 o długości 19,90 km.
W 1995 strażnica ochraniała odcinek granicy od znaku granicznego 1987 (wylł) do znaku granicznego 2031 o długości 19,90 km.
Sąsiednie strażnice:
118 strażnica WOP Gołdap ⇔ 120 strażnica WOP Wiżajny – 1946
strażnica SG W Gołdapi ⇔ strażnica SG w Wiżajnach ⇔ strażnica SG w Rutce-Tartak – 1995

## Dowódcy/komendanci strażnicy
- por. Leon Tarnawski (był 10.1946)[c].
- st. sierż Edward Strugała (?-1953)
- p.o. ppor. SG Artur Liszewski (1.09.1995 do 30.10.1995)[11]
- ppor. SG Andrzej Sztuk (31.10.1995 – 15.01.1999)[11]
- por. ppłk SG Bogusław Jakubowski (16.01.1999-?) [11]